# Paradisco
Paradisco es un cortometraje musical francés de 2002 dirigido por Stéphane Ly-Cuong, quien junto a Fabien Paul escribió también el guion.

## Trama
Nicolas, un joven veinteañero, despierta en casa de François, un hombre ya entrado en los cuarenta al que conoció la noche anterior. Nicolas ve una caja llena de discos de vinilo que hacen recordar a François la fiesta de Nochevieja de 1979 y los tiempos de la música disco, cuando él tenía la edad de Nicolas.